# Шок (оръжие)
Шок (от на английски: choke) при огнестрелното гладкостволно оръжие е дулно стеснение (или уширение), необходимо за намаляване или увеличаване на разсейването на сачмите при изстрел.
Понятието шок е условно. В един случай шокът се определя като дулно стеснение с 1 mm, в друг – 0,75 – 1 mm, в трети – 0,9 mm. Големината на групировката не винаги се определя само от абсолютната големина на дулното стеснение, а в много зависи от формата на шока. Следва да знае, че нито обозначението на дулните стеснения, нито техните абсолютни величини не могат да дадат отговор на въпроса, какво групиране на боя може да покаже даден ствол. Само проверка на боя на стенд по мишена може да каже, каква кучност на боя осигурява това или друго дулно стеснение с тези или други номера сачми.
Срещат се и пушки, при които шокът има нарезка – т.нар. „парадокс“ (супра).

## Насечки на насадките
- I Full choke – пълен шок 1.0 mm
- II Imp. Modified – среден шок 0.75 mm
- III Modified – полушок 0.5 mm
- IIII Imp. Cylinder – слаб шок 0.25 mm
- Без насечки Cylinder – цилиндър 0.0 mm

## Големина на дулните стеснения за пушка 12 калибър
| канал            | размер стеснение, mm | размер стеснение, дюймове |
| ---------------- | -------------------- | ------------------------- |
| уширение         | разширение 0,25      | разширение .005           |
| цилиндричен      | 0,00                 | .005                      |
| цилиндър с напор | 0,12                 | .010                      |
| слаб полушок     | 0,25                 | .015                      |
| полушок          | 0,50                 | .020                      |
| усилен полушок   | 0,63                 | .025                      |
| слаб шок         | 0,76                 | .030                      |
| шок (пълен шок)  | 0,89                 | .035                      |
| усилен шок       | 1,01                 | .040                      |
| шок с напор      | 1,14                 | .045                      |

## Предназначение на дулните насадки
- Слаб полушок или цилиндър с напор – стеснение до 0,25, осигурява групировка на боя 40 – 45% при стрелба с всички номера сачми и картеч. Може да се използва за стрелба с куршуми от всички типове.
- Полушок – стеснение до 0,5. групировка 50 – 55%. Допуска използване на сачми и картеч от всички размери и всички типове куршуми, но при снаряжаване на патроните с кръгъл куршум е необходима проверка, че той минава свободно през дулното стеснение. При стрелба с кръгъл куршум с пояски (куршума „Спутник“) или в полиетиленов контейнер луфта между стенките на ствола и тялото (не поясите) на куршума трябва да е не по-малко от 0,5 mm. Това условие следва да се спазва при стрелба с кръгли куршуми от ствол с всякакво шоково стеснение.
- Среден шок или шок ¾ – стеснение до 0,75. Позволява получаването на групиране 55 – 60%. Като и полушока, е пригоден за стрелба с всички сачми, картеч и куршуми. Кръглия куршум трябва свободно да минава през стеснението.
- Пълен шок – стеснение до 1. Кучността на боя със средни и малки номера сачми достига 60 – 70%. Показателите на боя с голям размер сачми и картеч са неустойчиви, при стрелбата с тях намалява групировката на боя от изстрел до изстрел и се влошава характера на рисунката (увеличиват се „прозорчетата“ между сачмите). Възможна е стрелба със специални куршуми и кръгъл куршум при съблюдаването на указаните мерки за безопасност.
- Силен шок – стеснение до 1,25. Използва се главно в спортивното оръжие за стрелба със сачми не по-големи от №7 на големи дистанции (втори изстрел на траншеен стенд). Осигурява групировка до 85%. С едри сачми и картеч бие неудовлетворително. Стрелбата с куршуми не се допуска, тъй като може да доведе до раздуване и разцепване на ствола.
  - За стрелби на разстояния 10 – 20 m с дребни сачми (главно за спортна стрелба на кръгъл стенд) се използва разпробиване на ствола с уширение, а по-точно с преддулно разширение и последващо дулно стеснение. Това устройство в резултат на проникването на газовете в сачмение „снаряд“ осигурява широка и равна „рисунка“ на сачмите.
- Нарезни шокове („парадокси“ или „супра“) предназначени за стрелба със специални куршуми по едър дивеч на разстояние до 150 m. Със сачми „парадоксите“ бият като полушокове, а понякога дават и по-лоши резултати.